# Barachois

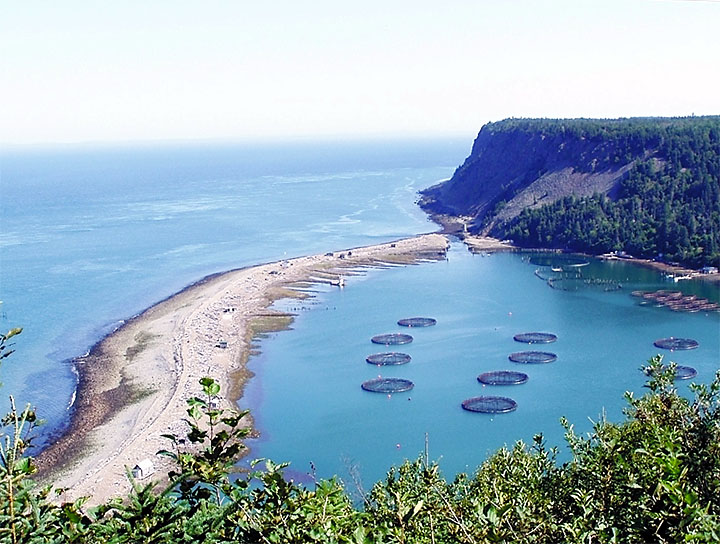
Dark Harbour, Nuevo Brunswick.

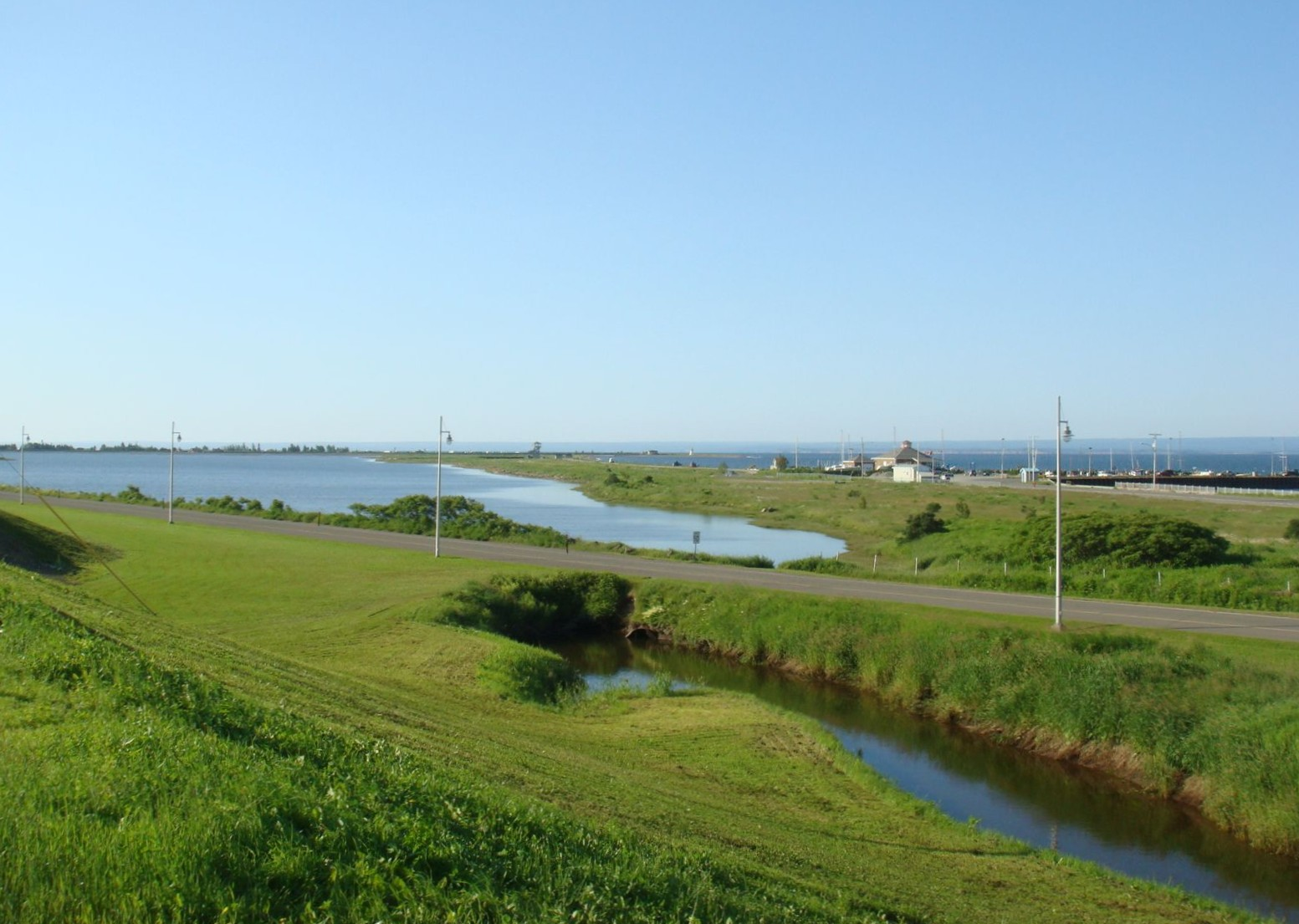
Barachois en Carleton-sur-Mer, en Quebec.

Un barachois, según una palabra usada en el Canadá Atlántico y Saint Pierre y Miquelon, es un término que designa un cuerpo de agua salobre (como una laguna estuarina, lagoon o laguna costera) separado del mar por una lengua de arena o grava. Existe en algunos un cuello de botella a través del cual el agua del mar sólo entra en marea alta. El barachois representa un estuario de un pequeño río que gradualmente ha sido bloqueado por una flecha litoral construida por la deriva litoral.
Estos bancos de arena se forman generalmente a partir de aluviones depositados en el estuario de un río o un arroyo.
Barachois es una palabra acadia, probablemente procedente del vasco barratxoa («pequeña barra»). La etimología de «barre à choir» carece de fundamento.
En inglés de Terranova la palabra ha evolucionada siendo escrita y pronunciada como barasway. 

## Ejemplos
- Barachois de Malbaie[1] en la península de Gaspesia, creada por el río Malbaie y alimentada también por los ríos Beattie, Portage y Murphy;
- Barachois Pond Provincial Park, en la costa oeste de la isla de Terranova;
- Barachois de Carleton-sur-Mer;
- Dark Harbour, Grand Manan, Nuevo Brunswick (foto);
- Grand Barachois, en la isla de Miquelon;
- Big Barasway y Little Barasway, municipalidades de Cape Shore, en Isla de Terranova;
- El parque nacional Isla del Príncipe Eduardo tiene varios ejemplos.